# Cuzion
Cuzion là một xã ở tỉnh Indre khu vực trung bộ Pháp. Xã này có diện tích 18,45 km², dân số thời điểm năm 1999 là 504 người. Khu vực này có độ cao trung bình 270 mét trên mực nước biển.